# Racopilum ayresii
Racopilum ayresii är en bladmossart som beskrevs av Mitten 1886. Racopilum ayresii ingår i släktet Racopilum och familjen Racopilaceae. Inga underarter finns listade i Catalogue of Life.